# Spindasis learmondi
Spindasis learmondi är en fjärilsart som beskrevs av Robert Christopher Tytler 1940. Spindasis learmondi ingår i släktet Spindasis och familjen juvelvingar. Inga underarter finns listade i Catalogue of Life.